# Cagayán de Oro
Pour les articles homonymes, voir Cagayan (homonymie).
Cagayán de Oro est une ville de 1re classe, capitale de la province du Misamis oriental aux Philippines. Elle a été libérée des forces japonaises par les résistants philippins le 11 mai 1945.
Selon le recensement de 2015, elle est peuplée de 675 950 habitants.

## Barangays
Cagayán de Oro est divisée en 80 barangays :
- Bonbon
- Bayabas
- Patag
- Bulua
- Iponan
- Kauswagan
- Baikingon
- San Simon
- Pagatpat
- Carmen
- Canitoan
- Balulang
- Pagalungan
- Tagpangi
- Taglimao
- Tuburan
- Pigsag-an
- Tumpagon
- Lumbia
- Bayanga
- Mambuaya
- Dansolihon
- Tignapoloan
- Besigan
- Macabalan
- Puntod
- Consolacion
- Camaman-an
- Nazareth
- Balubal
- Indahag
- Lapasan
- Cugman
- F.S. Catanico
- Tablon
- Agusan
- Macasandig
- Bugo
- Puerto
- Gusa
- Barangay 1-40

## Démographie
| Année | Habitants | Évolution |
| ----- | --------- | --------- |
| 1903  | 21 779    | -         |
| 1918  | 28 062    | 28,85 %   |
| 1939  | 48 084    | 71,35 %   |
| 1948  | 46 266    | -3,78 %   |
| 1970  | 128 319   | 177,35 %  |
| 1975  | 165 220   | 28,76 %   |
| 1980  | 227 312   | 37,58 %   |
| 1990  | 339 598   | 49,40 %   |
| 1995  | 428 314   | 26,12 %   |
| 2000  | 461 877   | 7,84 %    |
| 2007  | 553 966   | 19,94 %   |
| 2010  | 602 088   | 8,69 %    |

## Jumelage
- Tainan (Taïwan) depuis 2005
- Harbin (Chine) depuis 2007
- Norfolk (États-Unis) depuis 2008
- Butuan (Philippines)